# 堀内充治
堀内 充治（ほりうち みつはる、1981年4月3日 - ）は、日本の俳優、タレントである。兵庫県出身。オフィス・オーパ所属。

## 出演

### テレビドラマ
- 暴太郎戦隊ドンブラザーズドン11話、ドン36話（2022年5月15日、11月13日） - 店長 役
- ダブルチート 偽りの警官 Season1 第2話（2024年5月3日、テレビ東京・WOWOW）
- 問題物件 第1話（2025年1月15日、フジテレビ） - 大島不動産販売情報管理部 社員 役
- イグナイト -法の無法者- 第9話（2025年6月13日、TBS） - バス会社の同僚 役[2]
- 浅草ラスボスおばあちゃん 第1話（2025年7月5日、東海テレビ・フジテレビ） - 区役所職員 役[3]
- 能面検事 第1話（2025年7月11日、テレビ東京） - 阿倍野南署刑事 役[4]

### 配信ドラマ
- 仮面ライダーBLACK SUN（2022年10月28日、Amazon Prime Video） - 堂波の補佐官 役
- MALICE 第5話・最終話（2023年9月14日、U-NEXT） - 記者 役